# Forstlehen
Forstlehen (auch Forstlechen) ist eine Hofgruppe (Zerstreute Häuser) in der Gemeinde Prägraten am Großvenediger. Die Ortschaft wurde 1981 von 20 Personen bewohnt und wird zur Fraktion Hinterbichl gezählt.

## Geographie
Als Forstlehen wird eine Hofgruppe am nördlichen Ufer der Isel zwischen dem Dorf Hinterbichl und dem Einzelhof Ströden bezeichnet. Forstlehen liegt dabei an der Straße zwischen Hinterbichl und Ströden rund 500 Meter ostsüdöstlich von Ströden und rund 750 Meter südsüdwestlich vom Einzelhof Hinterglanz (Hinterbichl). Forstlehen besteht aus den Höfen Unterforstler (Hinterbichl 24) und Oberforstler (Hinterbichl 25). 

## Geschichte
Forstlehen wurde in früherer Zeit als Forstlechen bezeichnet, wobei bereits 1545 ein „Peter in Vorstlechen“ genannt wird. Der Hof umfasste im 16. Jahrhundert eine Virtelhube und war einem Melchior Aichberger aus Matrei zinspflichtig sowie dem Pfarrer in Virgen zehentpflichtig. Die Höfe bin Forstlehen bezeichnete man ursprünglich als Außer-Forstlechner (im 18. und 19. Jahrhundert im Besitz der Familie Schneider) und Inner-Forstlechner (im 18. Jahrhundert im Besitz der Familie Prandstätter, danach und im 19. Jahrhundert im Besitz der Familie Gröfler).
Forstlehen wurde von der Statistik Austria lange Zeit nicht eigens genannt, sondern bei Hinterbichl miteingerechnet. Erst im Zuge der Volkszählung 1951 wurde Forstlehen als Einzelhof Forstlechen extra ausgewiesen. Der Ortsteil bestand zu dieser Zeit aus einem Haus mit 10 Einwohnern. 1961 wurden von den Statistikern für Forstlehen bereits zwei Häuser mit 10 Einwohnern ausgewiesen, wobei der Ortsbestandteil nun als „Zerstreute Häuser“ klassifiziert wurde. 1971 lebten in den zwei Häusern von Forstlehen 14 Menschen, 1981 waren es 20. In den Ortsverzeichnissen der Statistik Austria wird Forstlehen zum letzten Mal 1991 ausgewiesen, wobei jedoch keine Einwohnerzahlen mehr ausgewiesen wird.